# Бересфорд, Джон, 7-й маркиз Уотерфорд
Джон Чарльз де ла Поэр Бересфорд, 7-й маркиз Уотерфорд (англ. John Charles de la Poer Beresford, 7th Marquess of Waterford; 6 января 1901 — 25 сентября 1934) — англо-ирландский пэр.

## Биография
Родился 6 января 1901 года. Старший сын Генри Бересфорда, 6-го маркиза Уотерфорда (1875—1911), и леди Фрэнсис Беатрикс Петти-Фицморис (1877—1953) , дочери Генри Чарльза Кейта Петти-Фицмориса, 5-го маркиза Лансдауна, и леди Мод Эвелин Гамильтон. Получил образование в Винчестерском колледже (Винчестер, Гэмпшир) и Тринити-колледже (Кембриджский университет, Кембридж, Кембриджшир).
Дослужился до чина второго лейтенанта в Королевском полку конной гвардии.
1 декабря 1911 года после смерти своего отца 10-летний Джон Чарльз унаследовал титул 7-го маркиза Уотерфорда, а также остальные родовые титулы и владения.
25 сентября 1934 года лорд Уотерфорд погиб в Каррагморе (графство Уотерфорд) в возрасте 33 лет в результате несчастного случая со стрельбой в оружейной комнате. Его титулы и владения унаследовал его старший сын Джон Хьюберт Бересфорд.

## Семья
14 октября 1930 года лорд Уотерфорд женился на Джульетте Мэри Линдсей (27 января 1904—1984), дочери майора Дэвида Балкарреса Линдсея и Грейс Мод Миллер. У супругов было двое детей:
- Джон Хьюберт де ла Поэр Бересфорд, 8-й маркиз Уотерфорд (14 июля 1933 — 12 февраля 2015), старший сын и преемник отца
- Лорд Патрик Тристам де ла Поэр Бересфорд (16 июня 1934 — 18 марта 2020)[4], с 1964 по 1971 год он был женат на Джулии Джилл Уильямсон (? — 2013), от брака с которой у него было двое детей.